# 塔拉諾韋
48°9′5″N 36°18′41″E / 48.15139°N 36.31139°E
塔拉諾韋（烏克蘭語：Таранове）是烏克蘭的村落，位於該國中部第聶伯羅彼得羅夫斯克州，由瓦西利基夫卡區負責管轄，處於恰普利納河右岸，分別距離克魯堅克1.5公里和胡托羅-恰普利內2.5公里，2001年人口263。